# Величани (Равно)
Величани је насељено место у општини Равно која административно припада Херцеговачко-неретванском кантону, Федерација БиХ, Босна и Херцеговина. Величани је подељено међуентитетском линијом између града Требиња и општине Равно. Према попису становништва из 2013. у насељу није било становника.

## Становништво
У насељу је према попису становништва из 1991. године живело 118 становника, а насеље је било у потпуности настањено Србима. Према попису из 2013. године насеље је без становника.
| Националност | 2013. | 1991.      | 1981.       | 1971.     |
| Срби         | —     | 118 (100%) | 162 (94,2%) | 251 (98%) |
| Југословени  | —     | —          | 10 (5,8%)   | —         |
| Хрвати       | —     | —          | —           | 1 (0,4%)  |
| Црногорци    | —     | —          | —           | 1 (0,4%)  |
| остали       | —     | —          | —           | 3 (1,2%)  |
| Укупно       | 0     | 118        | 172         | 256       |